# Oostmanskerke
Oostmanskerke is een voormalig dorp in West-Zeeuws-Vlaanderen dat bij de Stormvloed van 1375 is verdwenen.
De kerk van het dorpje werd pas in 1391 afgebroken en de resten ervan zijn gebruikt voor de bouw van de kapel van Oostmanskapelle. De exacte plaats van het dorp is niet bekend, maar het ligt vermoedelijk iets ten zuidoosten van de resten van Oostmanskapelle. Te Oostmanskerke stond ook een ridderkasteel, dit was in het bezit van Wouter Stor(e)m (° ca 1280) tot in 1328 toen het werd verbeurdverklaard na de Slag bij Kassel, waar de Vlamingen verloren hadden tegen de Franse koning.

In de lijst van de verbeurdverklaarde goederen van 1328 in het Brugse Vrije wordt dit kasteel vermeld:
Van Wouter Storem verbeurdverklaard te Oostmanskerke (Housmanskerke): 1 kasteel, 1/3 van een molen staande op de Herewech, 1/3 van een molen staande te Vrabersdyc, gehucht van Schoondijke, 24 gemeten grond (waarvan 2 1/2 gemeten in leen van Jan Storem), 9 gemeten grond in de parochie Yzendijke, 16 gemeten grond in de gemeente Watervliet.